# Adlestrop
Adlestrop é uma paróquia e aldeia do distrito de Cotswold, no condado de Gloucestershire, na Inglaterra. De acordo com o Censo de 2011, tinha 120 habitantes. Tem uma área de 8km².

## Galeria

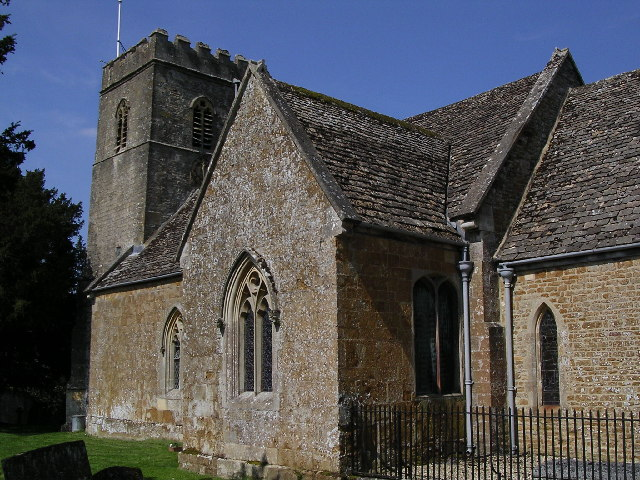
Igreja de S. Maria Madalena
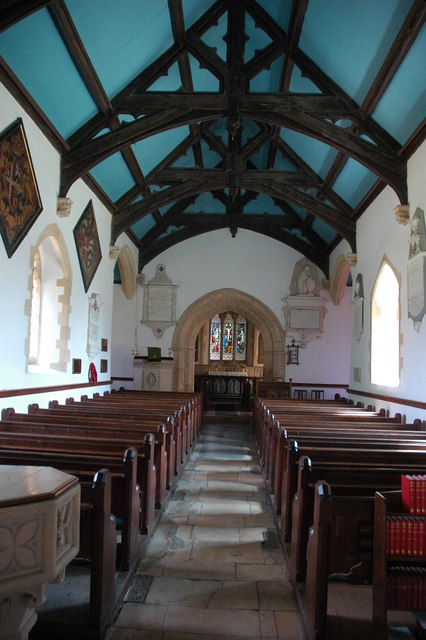
Interior da Igreja de S. Maria Madalena
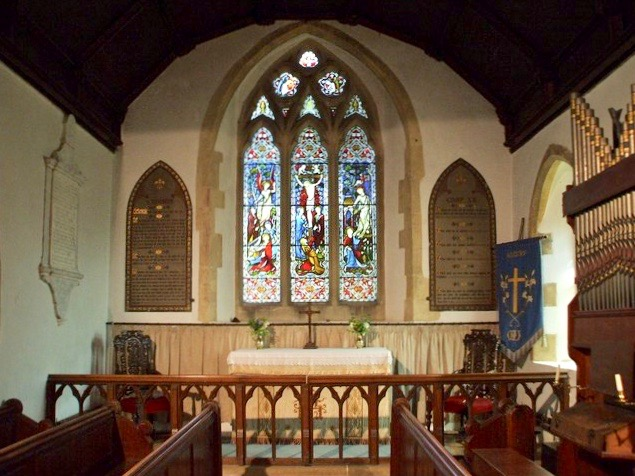
Janela e altar da igreja
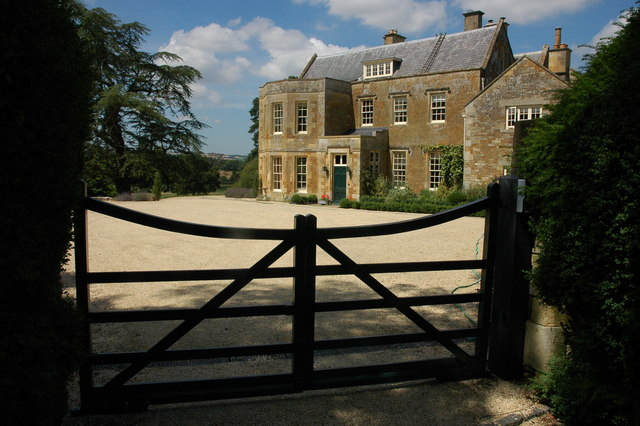
Adlestrop House, antigo presbitério
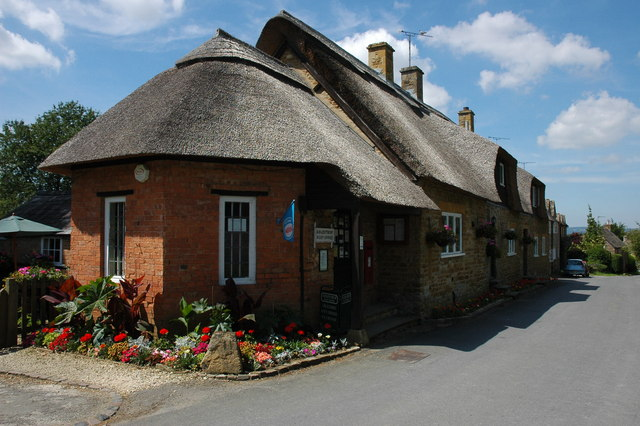
Loja em Adlestrop